# كريس كينارد
كريس كينارد (بالإنجليزية: Chris Kinard)‏ هو لاعب كرة الريشة أمريكي، ولد في 8 نوفمبر 1950 في باسادينا في الولايات المتحدة.